# Riksväg 19
De Zweedse rijksweg 19 is gelegen in de provincie Skåne län en is circa 90 kilometer lang. De weg ligt in het meest zuidelijke deel van Zweden.

## Plaatsen langs de weg
- Ystad
- Stora Herrestad
- Tomelilla
- Eljaröd
- Brösarp
- Maglehem
- Degeberga
- Everöd
- Kristianstad/Öllsjö
- Vinnö
- Färlöv
- Torsebro
- Bössebacken
- Hanaskog
- Knislinge
- Broby
- Hästveda

## Knooppunten
- E65/Riksväg 9 bij Ystad (begin), verlengde van de Kristianstadsvägen die naar het centrum van de stad loopt
- Riksväg 11 bij Tomelilla
- Riksväg 9 bij Brösarp
- Länsväg 118
- E22 over lengte van 8 kilometer zelfde tracé, bij Öllsjö
- Riksväg 21 bij Kristianstad/Öllsjö
- Länsväg 118 bij Torsebro
- Länsväg 119 bij Broby
- Riksväg 23 bij Hästveda (einde)

Europese wegen:
E4 · E6 · E10 · E12 · E14 · E16 · E18 · E20 · E22 · E45 · E65
Riksvägar:
9 · 11 · 13 · 15 · 17 · 19 · 21 · 23 · 24 · 25 · 26 · 27 · 28 · 29 · 30 · 31 · 32 · 34 · 35 · 37 · 40 · 41 · 42 · 44 · 46 · 47 · 49 · 50 · 51 · 52 · 53 · 55 · 56 · 57 · 61 · 62 · 63 · 66 · 68 · 69 · 70 · 72 · 73 · 75 · 76 · 77 · 83 · 84 · 86 · 87 · 90 · 92 · 94 · 95 · 97 · 98 · 99